# Simon Schwartz
Pour les articles homonymes, voir Schwartz.
Simon Schwartz (né en 1982) est un auteur de bande dessinée et illustrateur allemand.

## Albums publiés et traductions françaises
- Drüben!, avant-verlag, 2009  (ISBN 978-3-939080-37-4).
  - (fr) De l'autre côté, Sarbacane, 2011  (ISBN 978-2-84865-434-8).
- Packeis, avant-verlag, 2012  (ISBN 978-3-939080-52-7).
  - (fr) Dans les glaces (trad. Aurélie Marquer), Sarbacane, 2013  (ISBN 978-2-84865-640-3).
- Vita obscure, avant-verlag, 2014  (ISBN 978-3-939080-94-7).
  - (fr) Vita obscura, Ici même, 2015  (ISBN 978-2-369-12011-7).
- Ikon, avant-verlag, 2018  (ISBN 978-3-945034-79-8).

## Distinctions
- 2010 : Prix ICOM (de) du meilleur scénario pour De l'autre côté
- 2012 : Prix Max et Moritz de la meilleure bande dessinée de langue allemande pour Dans les glaces
- 2013 : Prix d'encouragement Hans Meid[1]
- 2017 : Exposition personnelle au Bundestag[2]